# 白大雲
白 大雲（ベク・デウン、朝鮮語: 백 대운、1980年8月10日 - ）は KBOリーグに所属していた大韓民国出身の元プロ野球選手（外野手）。

## 経歴

### アマチュア時代
アマチュア時代はスピードが速く、走塁と守備に長けた外野手としての評価を受けていた。

### 斗山時代
2003年に斗山ベアーズに入団した。4月6日の三星ライオンズ戦でデビューし、その試合で林昌勇から打ったヒットが彼のプロ経歴で唯一の安打になった。
しかし5月10日に抹消されるとその後は一軍に再昇格することなくシーズンを終え、同年の出場は9試合だった。
さらに当時の斗山では似たようなプレースタイルの打者が多かったため余剰戦力となり、シーズン終了後に韓太均、洪敏球などとともに斗山から戦力外になった。

### 引退後
放出後には直ちに軍に入隊し、予備役として2年間服務して2005年に除隊された。
その後は野球から離れて生活している。

## 詳細情報

### 年度別打撃成績
| 年 度    | 球 団    | 試 合 | 打 席 | 打 数 | 得 点 | 安 打 | 二 塁 打 | 三 塁 打 | 本 塁 打 | 塁 打 | 打 点 | 盗 塁 | 盗 塁 死 | 犠 打 | 犠 飛 | 四 球 | 敬 遠 | 死 球 | 三 振 | 併 殺 打 | 打 率 | 出 塁 率 | 長 打 率 | O P S |
| -------- | -------- | ----- | ----- | ----- | ----- | ----- | -------- | -------- | -------- | ----- | ----- | ----- | -------- | ----- | ----- | ----- | ----- | ----- | ----- | -------- | ----- | -------- | -------- | ----- |
| 2003     | 斗山     | 9     | 16    | 15    | 2     | 1     | 1        | 0        | 0        | 2     | 0     | 0     | 0        | 0     | 0     | 1     | 0     | 0     | 5     | 1        | .067  | .125     | .133     | .258  |
| KBO：1年 | KBO：1年 | 9     | 16    | 15    | 2     | 1     | 1        | 0        | 0        | 2     | 0     | 0     | 0        | 0     | 0     | 1     | 0     | 0     | 5     | 1        | .067  | .125     | .133     | .258  |

### 出身学校
- 1996年 - 1999年、中央高等学校（朝鮮語版）
- 1999年 - 2003年、嶺南大学校 (2003学番)

### 背番号
- 46 （2003年）